# Vrouwenbibliotheek Utrecht
De Vrouwenbibliotheek en Documentatiecentrum Utrecht (VDU), in 1984 opgericht, was een plek waar vrouwen in de Nederlandse stad Utrecht en omgeving feministische literatuur konden vinden, documentatiemateriaal en non-fictie over de vrouwencultuur, en waar zij ook een ontmoetingsplaats hadden. De Vrouwenbibliotheek was daarmee een onderdeel van de vrouwenbeweging en -cultuur in Utrecht en maakte een flinke groei door. De groei en (externe) ontwikkelingen zoals financiële ondersteuning door gemeente en provincie, leidden tot verschillende verhuizingen. De eerste locatie was in het Vrouwenhuis, Twijnstraat 69. Van 1995 tot 2002 maakte de Vrouwenbibliotheek deel uit van het Multicultureel Emancipatiecentrum (MEC) aan de Wittevrouwenkade. In 2002 fuseerde de VDU met andere vrouwenorganisaties, werd deel van IDEA (Informatie Diversiteit Emancipatie Activiteiten). Ten slotte verhuisde de bibliotheek in 2005 naar Janskerkhof 1. 
Na stopzetting van de subsidies en opheffing van IDEA, werd de boekencollectie in 2009 overgenomen door een particulier, Marjolein Datema. Zij biedt  de collectie sindsdien aan in de Gansstraat 161a in Utrecht.

## Ontwikkelingen

### 1984 – 1995 - Begin in het Vrouwenhuis Utrecht
Op 20 oktober 1984 opende Vrouwenbibliotheek en Documentatiecentrum Utrecht (VDU) haar deuren; een initiatief van enkele vrouwen die elkaar kenden uit de vrouwenboekhandel de Heksenkelder. Het doel was een plek waar vrouwen feministische literatuur konden vinden, maar ook documentatiemateriaal en non-fictie boeken die toegang geven tot de vrouwen(strijd)cultuur. De plek moest ook een ontmoetingscentrum worden.
De collectie groeide snel van ca 200 boeken bij de start naar 8.500 in 1992.. Ook schenkingen van betrokken vrouwen droegen bij aan de groei van de collectie.
In 1989 ging de bibliotheek naar de begane grond waardoor de collectie vanaf de straat zichtbaar werd. In de loop der jaren werd nagenoeg het hele Vrouwenhuis ingenomen door de Vrouwenbibliotheek.
Over het toelaten van mannen werd gediscussieerd, zeker toen de VDU nog in het Vrouwenhuis zat, waar mannen niet werden toegelaten. In 1990 viel het besluit dat mannen wel in de Vrouwenbibliotheek mochten komen. 

### 1995-2009 - In MEC /IDEA
In 1995 werd de VDU deel van het Multicultureel Emancipatiecentrum (MEC). Andere organisaties die deel uitmaakten van MEC, waren het Buitenlands Vrouwencentrum (BVC), de Filipijnse vrouwengroep Bayaniha en het Netwerk van Zwarte, Migranten en Vluchtelingenvrouwen met een Hogere Opleiding. Samen betrokken zij een pand aan de Wittevrouwenkade. MEC was een beheerstichting; de Vrouwenbibliotheek bleef bestaan als zelfstandige organisatie.
De verhuizing van de Twijnstraat naar de Wittevrouwenkade betekende een enorme omslag: veel meer ruimte, meer professionalisering en veel gezamenlijke activiteiten. En ingebed tussen organisaties die al sinds de jaren ’80 een belangrijke doelgroep waren: ZMV-vrouwen.
Binnen de samenwerking met MEC werd de afstemming op zwarte- migranten- en vluchtelingenvrouwen steeds belangrijker. Het ZMV-informatieproject – over het verbeteren van het aanbod voor zwarte, migranten- en vluchtelingenvrouwen - liep van 1997-2002. Het kreeg een vervolg in 2002: de Provinciale Bibliotheekcentrale financierde onderzoek naar de informatiebehoefte van ZMV-vrouwen. Enkele conclusies: initiatieven zoals de wisselcollecties, de lezingen en de internetcursussen werken goed, zeker als ze in samenspraak met de organisaties werden ontwikkeld; wel is het van belang rekening te houden met verschillen tussen de zwarte, migranten en vluchtelingenvrouwen, niet alleen in etniciteit en nationaliteit maar ook in sociale klasse, leeftijd, leescultuur en de gebruikte media zoals video's, tijdschriften en internet, al dan niet in de eigen taal.
Op deze nieuwe locatie was er weer ruimte om te groeien zowel wat betreft de collectie, als de activiteiten. In 1999 was de collectie verdubbeld van 8.500 (in 1992) naar 15.660 boeken. 
Toch nam vanaf de verhuizing naar de Wittevrouwenkade het aantal bezoekers aan de bibliotheek gestaag af: van 1450 in 1997 , naar 1190 in 2003. Dat werd geweten aan de plek (‘uit de loop’), maar ook werd merkbaar dat emancipatie ‘uit’ raakte en dat internet in opkomst was..
De gemeente Utrecht was niet tevreden met de output van MEC en drong aan op een fusie. In januari 2002 kwam – in opdracht van de gemeente – deze fusie tot stand: de Vrouwenbibliotheek en het Buitenlands Vrouwencentrum fuseerden met de beheersstichting MEC en vormden vanaf dan één organisatie onder de naam IDEA (Informatie Diversiteit Emancipatie Activiteiten)

### 2005-2009 Naar het Janskerkhof
In 2004 kortte de gemeente de subsidie van IDEA, en daarmee ook voor de Vrouwenbibliotheek. Tegelijkertijd stopte de subsidie voor de Melkert-banen. Medewerksters in de Melkert-banen werden ontslagen, waaronder drie in de bibliotheek. Eén Melkert-baan in de bibliotheek werd omgezet naar een reguliere baan.
Na nog eens een korting op de (gemeentelijke) subsidie moest het pand op de Wittevrouwenkade worden verlaten. In 2005 verhuisde IDEA naar het kleinere, en goedkopere pand aan het Janskerkhof 1. De collectie moest krimpen: de boekencollectie werd geschoond, en de archieven die waren ondergebracht bij de Vrouwenbibliotheek, gingen niet mee.
In 2008 verscheen een kritisch rapport over IDEA. De gemeente stelde een fusie voor met Stichting Boeg (koepel van migrantenorganisaties) maar het bestuur van IDEA weigerde dat. Toen was het einde verhaal: de gemeente liet weten dat de subsidie voor IDEA zou stoppen op 1-1-2010, en daarmee ook de subsidie voor de bibliotheek. Tot die tijd kreeg IDEA de tijd om de organisatie af te bouwen.

### Vanaf 2009 - Doorstart Vrouwenbibliotheek
Toen de gemeente aankondigde de gehele subsidie te stoppen, werd gezocht naar een organisatie waar de bibliotheekcollectie bij elkaar kon blijven, maar zonder resultaat. In november 2009 ging er een brief uit naar alle leners van de bibliotheek: de boeken werden verkocht. Iedereen kon boeken komen kopen.
De brief kwam ook aan bij de leenster Marjolein Datema. Zij ondernam actie om de collectie voor Utrecht te behouden en bood haar pand in de Gansstraat 161 A aan. In december 2009 verhuisde de bibliotheek en op zaterdag 6 maart 2010 opende de bibliotheek op deze nieuwe plek. De bibliotheek groeit nog steeds (2024) en wordt door Datema, met een kring van vrijwilligsters, gerund.    

## Collectie
De bibliotheek begon in oktober 1984 in de Twijnstraat met een paar kasten, 8 vrijwilligsters en giften van Mama Cash, Café Averechts en Savannah Bay maar breidde snel uit. De bibliotheek startte met ca 200 boeken, een aantal dat na de opening verdubbelde naar 400. In februari 1985 was de collectie gegroeid naar 600 boeken, de bibliotheek had 100 leden met abonnementen van 10 gulden per jaar . In 1992 stonden er 8.500 boeken op de plank en zijn er 75 tijdschriftabonnementen . Uit de leengelden werd fictie aangeschaft. Ook schenkingen van betrokken vrouwen droegen bij aan de snelle groei van de collectie.  In 1999 was de collectie verdubbeld van 8.500 (in 1992) naar 15.660 boeken. .    
Bij de selectiecriteria voor bibliotheek en documentatie werd vanaf het begin extra aandacht besteed aan lesbisch bestaan. Vanaf ca 1988 kwam er – op initiatief van Wies van Groningen (met een Indonesische achtergrond) - extra aandacht voor informatie over en  van zwarte migranten- en vluchtelingenvrouwen (ZMV-vrouwen). Aan deze twee zwaartepunten, lesbisch bestaan en ZMV informatie werd extra aanschafbudget toegekend en de thema’s werden ook in de fysieke collectie zichtbaar door het plakken van stickers op de rug van de boeken: roze voor lesbisch, zwart voor ZMV.   
In de periode 1990 - 2002 werden verschillende gebruikersonderzoeken gehouden. Naar de behoefte en tevredenheid van leners (Garjan Sterk, 1990 ), naar de leeservaringen van de gebruikers van de bibliotheek (Marina van Beekveld, 1993), een speciaal onderzoek in 1995 naar het gebruik van boeken over lesbisch bestaan (Els Kieviet )
Als een van de uitkomsten van het onderzoek naar de behoefte van ZMV-vrouwen kwam in 1990 een wisselcollectie met boeken in het Turks voor de Turkse doelgroep en er volgden meer in andere talen– vooral gericht op de 1e generatie ZMV-vrouwen – nu ook voor Marokkaanse en Arabische vrouwen. Er werd een video-collectie aangelegd om tegemoet te komen aan de informatiebehoefte van de tweede en derde generatie. 
In 1991 werd gestart met de automatisering van de catalogus, met steun van de Provinciale Bibliotheekcentrale Utrecht (PBCU). De provincie had in 1989 al aangegeven dat zij de collectie van de Vrouwenbibliotheek graag terugzag in het bestand van PBCU. Dat was nog niet eenvoudig, want de PBCU (en ook de Openbare Bibliotheek Utrecht) werkte met een ontsluitingssysteem op onderwerp dat ongeschikt bleek om vrouweninformatie mee te ontsluiten. De winst voor de Vrouwenbibliotheek was dat de provincie de automatisering van de Vrouwenbibliotheek financierde, en dat de medewerkers mee mochten doen met deskundigheidsbevordering op dat terrein. Uit een nieuw gebruikersonderzoek (Martine Kolner, 1995) bleek behoefte aan cursussen om wegwijs te worden in de wereld van e-mail en internet. De cursussen werden aangeboden i.s.m. de Provinciale Bibliotheekcentrale en de Openbare bibliotheek.

## Activiteiten
Doel van de vrouwenbibliotheek was niet alleen het aanbieden van boeken en documentatie, maar ook het organiseren van activiteiten. De Vrouwenbibliotheek was actief in het feministisch netwerk in Utrecht mede door de plek in het Vrouwenhuis, waar veel andere vrouwenorganisaties vergaderden of een werkplek hadden. De VDU deed actief mee aan de vrouwenboekenweken, georganiseerd samen met boekhandel Savannah Bay en RoSa, en organiseerde, samen met andere organisaties, activiteiten in het Vrouwenhuis. Ook daarin kozen de vrijwilligsters vaak voor onderwerpen die gerelateerd waren aan zwarte, migranten- en vluchtelingenvrouwen  zoals een serie bijeenkomsten over vrouwen in Costa Rica, Kameroen, Mexico, een avond over Indische literatuur en een serie Vrouwen uit Verschillende Culturen. 
Het pand aan de Wittevrouwenkade bleek zeer geschikt voor het organiseren van allerlei bijeenkomsten op het terrein van emancipatie. In de jaren 1995-2000 werd er veel georganiseerd: leesavonden, culturele ontmoetingen, een (multiculturele) verhalenwedstrijd. De 8 maart-vieringen vonden er plaats, samen met de organisaties in het pand, en vaak ook met boekhandel Savannah Bay.
In 1999 werd het 15-jarig bestaan van de bibliotheek groot gevierd, met een serie literaire bijeenkomsten in het voorjaar, een serie najaars-lezingen, en een ‘Vrouwenboekenbal’, samen met Savannah Bay, dat eveneens 15 jaar bestond. Ook het 20-jarig bestaan in 2005 ging niet ongemerkt voorbij, maar het werd duidelijk dat de Vrouwenbibliotheek  in zwaar weer verkeerde.

## Financien
De eerste financiering voor de collectie kwam van een crowdfunding-actie en giften van Mama Cash, Café Averechts en Savannah Bay. Er volgde in 1985 enige subsidie van de gemeente Utrecht voor huisvesting en de aanschaf van non-fictie en publiciteit, maar daar moest wel een AROB-procedure aan te pas komen; de aanvraag werd in eerste instantie afgewezen. Een jaar later betaalde de Provincie Utrecht voor organisatiekosten. In 1988 werd onderzocht of er een betaalde kracht kon worden aangesteld, maar vooralsnog zonder resultaat; aanvragen bij de gemeente Utrecht voor betaalde krachten werden steeds afgewezen.  
In 1990 was de Provinciale Bibliotheekcentrale Utrecht (PBCU) bereid om de automatisering van de catalogus te betalen. Daarmee werd de collectie van de Vrouwenbibliotheek ook zichtbaar als bestand van de PBCU.
Met de vorming van MEC in 1995 kwam er ook subsidie van de gemeente Utrecht: voor de huisvesting, de collectie en in 1996 voor twee (later drie) betaalde medewerkers in een zgn Melkert-baan, gesubsidieerde banen voor langdurig werklozen.
Dat hield wel in dat er een officiële werkgever moest komen en de organisatiestructuur moest veranderen: van een collectief (non-hiërarchisch) naar een structuur met werknemers in gespecialiseerde functies en een bestuur in de rol van werkgever. De collectief-leden werden vervangen door een extern bestuur.

## Organisatie en medewerksters
Tot 1996 werkten er alleen vrijwilligsters. Veertien vrijwilligsters, die minimaal een dagdeel per twee weken werkten. Zij kochten en ontsloten boeken en organiseerden activiteiten. De vrijwilligsters die werkten aan de documentatie, documenteerden tijdschriftartikelen en maakten dossiers op onderwerp met krantenartikelen, flyers en ander documentatiemateriaal. Voor het ontsluiten van tijdschriftartikelen werd samengewerkt met andere vrouwenbibliotheken en -documentatiecentra in Nederland verenigd in het Landelijk Overleg Vrouweninformatievoorzieningen (LOVI). 
Een collectief van 3 a 4 vaste vrijwilligsters die 30 tot 35 uur per week werkten, coördineerden de vele vrijwilligsters, selecteerden de boeken, deden de uitleen en hielpen de klanten.

### Publicaties VAN de Vrouwenbibliotheek
- Nieuwsbrief Vrouwenbibliotheek Utrecht, 1989-2002. Vindplaats: Atria https://hdl.handle.net/11653/per601080
- Beleidsplan 2001-2004, Utrecht, Vrouwenbibliotheek Utrecht, Informatie- en Documentatiecentrum, 2001. 8 p. Vindplaats: Atria https://hdl.handle.net/11653/book77788
- Jaarverslag Vrouwenbibliotheek Utrecht, 1997, 2000, 2001.
- DOUZE, Marjet, Vrouwenarchieven, -bibliotheken en -documentatiecentra in Nederland: een nieuw netwerk? In: - Vrouwen en informatie: de eerste najaarslezing van de Vrouwenbibiotheek Utrecht 21 september om 19.30 uur. Utrecht, Vrouwenbibliotheek Utrecht, 1999. Bundeling van lezingen en artikelen over de vrouweninformatievoorziening in Nederland.
- HERMANS, Mariëtte, Eindrapportage ZMV-vrouweninformatieproject: verslag van het project over informatiebehoefte van zwarte, migranten- en vluchtelingenvrouwen door de Vrouwenbibliotheek Utrecht, december 2000. Utrecht, Vrouwenbibliotheek, 2000. 17 p., lit.
- IDEA Nieuwsbrief, 2003, zomer, winter.  Vindplaats: Atria https://hdl.handle.net/11653/per606577

### Publicaties OVER de Vrouwenbibliotheek
- Nieuwsbrief Vrouwenbibliotheek Utrecht, 1984-1995
- Vakblad vrouweninformatie voor bibliotheek en documentatie (1991-2002). Vindplaats: https://hdl.handle.net/11653/per600750
- BOS, Alyze, en Gert Jan de Viet. Vrouwenbibliotheek - In: Drift, vol. 1, nr. 10 (6 nov. 1984)
- NEUIJEN, Henriette, Professionele betrokkenheid en bevlogenheid: Vrouwenbibliotheek Utrecht; interview met Ineke van Zadelhoff en Greet van der Spek. In: Vakblad vrouweninformatie in bibliotheek en documentatie, jrg 2 (1992), nr 1 (maart)
- BEEKVELD, Marina van, Leeservaringen van vrouwen: een onderzoek onder de leensters van Vrouwenbibliotheek Utrecht : onderzoeksverslag. Utrecht, 1993, 58 p, lit., bijlagen.
- Multicultureel emancipatiecentrum gewenst!: rapportage over de wenselijkheid en concretisering van een nieuw Utrechts multicultureel emancipatiecentrum. De Beuk, 1994, 33 p.
- SPEK, Greet van der, en Susanne Kers. Vrouwenbibliotheek Utrecht bestaat 10 jaar. In: Zij Terecht: publicatie van het Platform Emancipatie Utrecht, dec 1994. p. 6-7
- GRONINGEN, Wies van, Het gaat om meer dan wat boeken op de plank. In: ZAMI-krant, 1995, nr 4, p.10-12.
- DICKE, Elsje. en Marlise Mensink,  ‘De wisselwerking staat voorop’; de Utrechtse Vrouwenbibliotheek verhuist. In: LOVER, jrg 22 (1995), nr 4 (dec). P. 44-45
- KIEVIET, Els J., Lekker lesbisch lezen, onderzoek naar de achtergronden van het gebruik van het lesbische deel van de collectie van de Vrouwenbibliotheek Utrecht. Sl., sn, 1995. 54 p. Scriptie Hogeschool van Amsterdam, Faculteit Economie en Informatie.
- FIGEE, Janny, Wat zijn er toch veel mooie vrouwenboeken/. In: Nieuwsbrief Vrouwenbibliotheek, nr 23– dec 1997, p 8-10
- LIER, Marion van, Vrouwenbibliotheek Utrecht: een hoofdstuk apart,  December 2001. Scriptie Maatschappelijk en Culturele Vorming.
- Een complete bibliotheek in een oude wachtkamer; Utrechtse kocht boeken van Vrouwenbibliotheek. In AD Utrecht, 25-9-2010
- KOEKENBIER, Laurie. Vrouwenbibliotheek voor vrouwen én mannen. In: De Oostkrant, dec 2015. P. 3. https://www.oostkrant.com/oostkrant_201512.pdf

### Overig
- Archief Vrouwenhuis. Vindplaats: Atria; ARCHIVA (nog te verwerken materiaal) Doos 62
- Archief Savannah Bay (vrouwenboekwinkel Utrecht). Vindplaats: kantoor Savannah Bay
- Interviews over de geschiedenis van de Vrouwenbibliotheek Utrecht, afgenomen in de periode 2022-2023, met een aantal medewerksters waaronder Marianne Boere en Janny Figee, initiatiefnemers. (21 juli 2022) : Janny Figee (ca 1984-1985), Marianne Boere (1984-1988), Wies van Groningen (collectief-lid ca 1988-1997), Marion van Lier (medewerker bibliotheek ca 1998 tm 2009), Anja van der Einden (coördinator IDEA 2002 tm 2009), Garjan Sterk (bestuurslid, ca 1997-1999), Leonoor van Vliet (vrijwilliger ca 1994-2009), Marjolein Datema (eigenaresse Vrouwenbibliotheek 2010-heden). (zie hierboven). Samenvatting interviews gedeponeerd bij Atria[29]